# Epamera natalica
Epamera natalica är en fjärilsart som beskrevs av Lajos Vári 1976. Epamera natalica ingår i släktet Epamera och familjen juvelvingar. Inga underarter finns listade i Catalogue of Life.